# Portiekaltaar

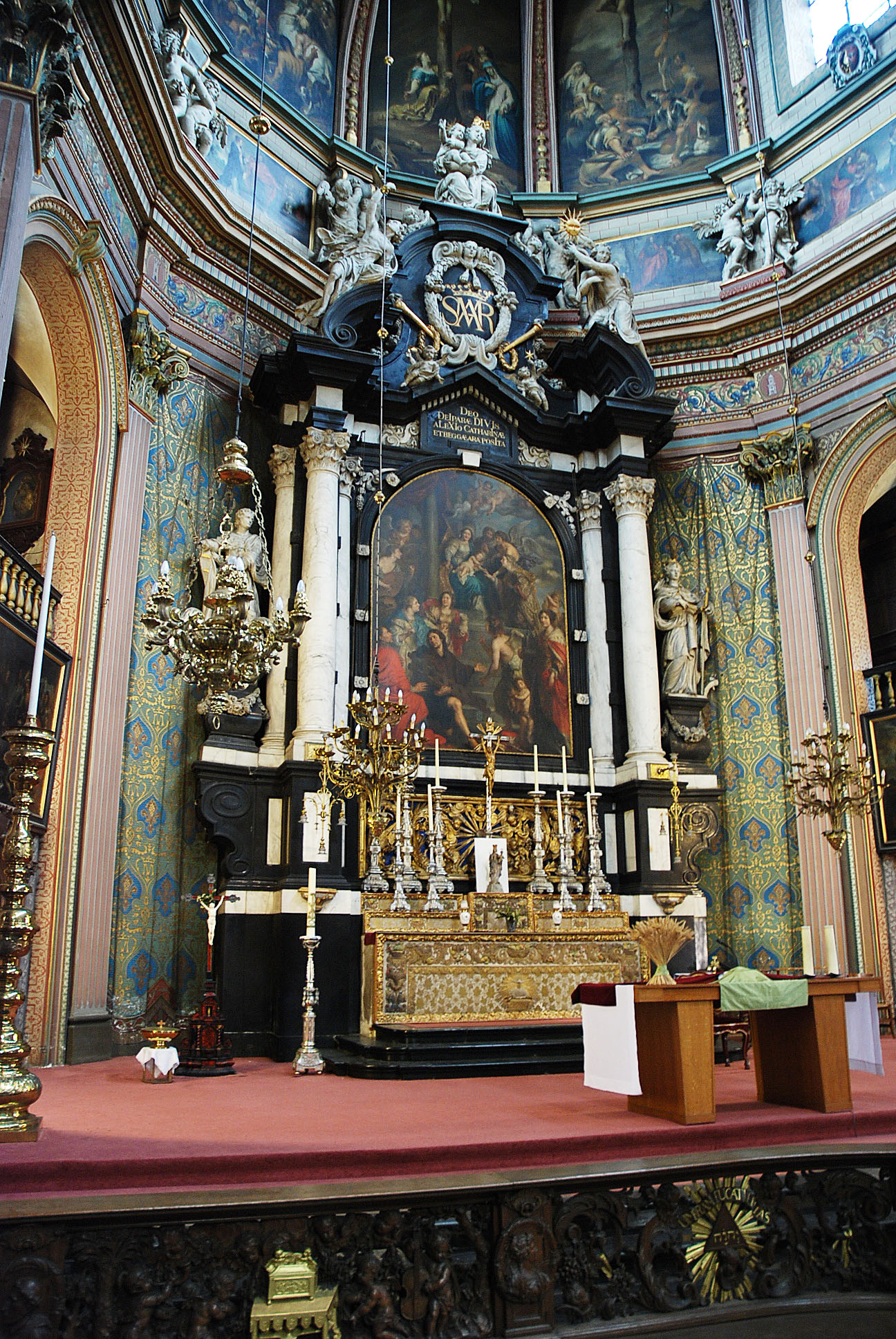
Het hoofdaltaar van de Begijnhofkerk te Mechelen is een portiekaltaar.

Een portiekaltaar is een soort altaar dat vanaf de late renaissance in zwang kwam.
Een dergelijk altaar is voorzien van een altaarstuk en dit altaarstuk wordt op zijn beurt geflankeerd door zuilen, waarop een fronton rust. Vooral na de Katholieke Reformatie kwamen portiekaltaren in zwang.